# Tipula (Eumicrotipula) crepera
Tipula (Eumicrotipula) crepera is een tweevleugelige uit de familie langpootmuggen (Tipulidae). De soort komt voor in het Neotropisch gebied.